# Filmfare Awards (1992)
37-я церемония награждения Filmfare Awards прошла в городе Бомбей 25 апреля 1992 года. На ней были отмечены лучшие киноработы на хинди, вышедшие в прокат до конца 1991 года. На этой церемонии была впервые вручена награды за «Лучшее исполнение отрицательной роли».

## Список лауреатов и номинантов
Лауреаты премии в игровых и музыкальных категориях выделены полужирным шрифтом на золотом фоне, а также, по возможности, представлены фотографиями.

### Основные премии
| Категории                            | Фото лауреатов             | Лауреаты и номинанты                                                            | Фильмы                                                         | Роли                                                           |
| ------------------------------------ | -------------------------- | ------------------------------------------------------------------------------- | -------------------------------------------------------------- | -------------------------------------------------------------- |
| Лучший фильм                         | Лучший фильм               | • «Сердцу не прикажешь» (реж. Махеш Бхатт, прод. Гулшан Кумар)                  | • «Сердцу не прикажешь» (реж. Махеш Бхатт, прод. Гулшан Кумар) | • «Сердцу не прикажешь» (реж. Махеш Бхатт, прод. Гулшан Кумар) |
| Лучший фильм                         | Лучший фильм               | • «Хенна» (реж. Радж Капур и Рандхир Капур, прод. Рандхир Капур и Раджив Капур) |                                                                |                                                                |
| Лучший фильм                         | Лучший фильм               | • «Мгновения любви» (реж. и прод. Яш Чопра)                                     |                                                                |                                                                |
| Лучший фильм                         | Лучший фильм               | • «Мой любимый» (реж. Лоуренс Д'Соуза, прод. Судхакар Бокаде)                   |                                                                |                                                                |
| Лучший фильм                         | Лучший фильм               | • «Торговец» (реж. и прод. Субхаш Гхай)                                         |                                                                |                                                                |
| Лучшая режиссёрская работа           |                            | • Лоуренс Д'Соуза                                                               | «Мой любимый»                                                  | «Мой любимый»                                                  |
| Лучшая режиссёрская работа           | • Махеш Бхатт              | «Сердцу не прикажешь»                                                           | «Сердцу не прикажешь»                                          |                                                                |
| Лучшая режиссёрская работа           | • Рандхир Капур            | «Хенна»                                                                         | «Хенна»                                                        |                                                                |
| Лучшая режиссёрская работа           | • Субхаш Гхай              | «Торговец»                                                                      | «Торговец»                                                     |                                                                |
| Лучшая режиссёрская работа           | • Яш Чопра                 | «Мгновения любви»                                                               | «Мгновения любви»                                              |                                                                |
| Лучшая мужская роль                  |                            | • Аамир Хан                                                                     | «Сердцу не прикажешь»                                          | Рагху Джейтли                                                  |
| Лучшая мужская роль                  | • Амитабх Баччан           | «Добрые друзья»                                                                 | Тайгер / Шекхар                                                |                                                                |
| Лучшая мужская роль                  | • Анил Капур               | «Мгновения любви»                                                               | Вирендра Пратап Сингх                                          |                                                                |
| Лучшая мужская роль                  | • Дилип Кумар              | «Торговец»                                                                      | Виру Сингх                                                     |                                                                |
| Лучшая мужская роль                  | • Санджай Датт             | «Мой любимый»                                                                   | Аман Верма                                                     |                                                                |
| Лучшая женская роль                  |                            | • Димпл Кападия                                                                 | «Lekin…»                                                       | Рева                                                           |
| Лучшая женская роль                  | • Мадхури Дикшит           | «Мой любимый»                                                                   | Пуджа Сакшена                                                  |                                                                |
| Лучшая женская роль                  | • Рекха                    | «Phool Bane Angaray»                                                            | Намрита Сингх                                                  |                                                                |
| Лучшая женская роль                  | • Шридеви                  | «Мгновения любви»                                                               | Паллави, её дочь Пуджа                                         |                                                                |
| Лучшая женская роль                  | • Зеба Бахтияр             | «Хенна»                                                                         | Хенна                                                          |                                                                |
| Лучшая мужская роль второго плана    |                            | • Амриш Пури                                                                    | «Phool Aur Kaante»                                             | Нагешвар                                                       |
| Лучшая мужская роль второго плана    | • Анупам Кхер              | «Торговец»                                                                      | Мандхари                                                       |                                                                |
| Лучшая мужская роль второго плана    | • Дэнни Дензонгпа          | «Неверный возлюбленный»                                                         | Шер Хан                                                        |                                                                |
| Лучшая мужская роль второго плана    | • Саид Джаффри             | «Хенна»                                                                         | Хан Баба                                                       |                                                                |
| Лучшая женская роль второго плана    |                            | • Дипа Сахи                                                                     | «Добрые друзья»                                                | Арти                                                           |
| Лучшая женская роль второго плана    | • Фарида Джалал            | «Хенна»                                                                         | Биби Гул                                                       |                                                                |
| Лучшая женская роль второго плана    | • Рама Видж                | «Заложники любви»                                                               | Прабхавати                                                     |                                                                |
| Лучшая женская роль второго плана    | • Вахида Рехман            | «Мгновения любви»                                                               | Дай Джа                                                        |                                                                |
| Лучший дебют                         |                            | • Аджай Девган                                                                  | «Phool Aur Kaante»                                             | Аджай                                                          |
| Lux New Face of the Year             |                            | • Равина Тандон                                                                 | «Каменные цветы»                                               | Киран Кханна                                                   |
| Лучшее исполнение комической роли    |                            | • Анупам Кхер                                                                   | «Сердцу не прикажешь»                                          | Дхарамчанд                                                     |
| Лучшее исполнение комической роли    | • Анупам Кхер              | «Мгновения любви»                                                               | Прем                                                           |                                                                |
| Лучшее исполнение комической роли    | • Кадер Хан                | «Добрые друзья»                                                                 | генерал Рана Пратапсингх/Читтор                                |                                                                |
| Лучшее исполнение комической роли    | • Лакшмикант Берде         | «100 дней»                                                                      | Балам                                                          |                                                                |
| Лучшее исполнение отрицательной роли |                            | • Амриш Пури                                                                    | «Торговец»                                                     | Чуния «Мама» Чанд Чаукхад                                      |
| Лучшее исполнение отрицательной роли | • Дэнни Дензонгпа          | «Добрые друзья»                                                                 | портовый босс Бакхтавар                                        |                                                                |
| Лучшее исполнение отрицательной роли | • Садашив Амрапуркар       | «Преследование»                                                                 | содержатель борделя, скопец Махарани                           |                                                                |
| Лучшее исполнение отрицательной роли | • Ом Пури                  | «Нарасимха»                                                                     | Сурадж Нараян «Бабджи» Сингх                                   |                                                                |
| Лучший сюжет                         |                            | • Хани Ирани                                                                    | «Мгновения любви»                                              | «Мгновения любви»                                              |
| Лучший сюжет                         | • Рамапада Чоудхари        | «Смерть одного доктора»                                                         | «Смерть одного доктора»                                        |                                                                |
| Лучший сюжет                         | • Сай Паранджпе            | «Disha»                                                                         | «Disha»                                                        |                                                                |
| Лучший сюжет                         | • Суджит Сен, Нана Патекар | «Prahaar: The Final Attack»                                                     | «Prahaar: The Final Attack»                                    |                                                                |

### Музыкальные премии
| Категории                       | Фото лауреатов          | Лауреаты и номинанты  | Фильмы                       | Песни                    |
| ------------------------------- | ----------------------- | --------------------- | ---------------------------- | ------------------------ |
| Лучшая музыка к песне           |                         | • Хридайнат Мангешкар | «Lekin…»                     | «Lekin…»                 |
| Лучшая музыка к песне           | • Лаксмикант-Пьярелал   | «Торговец»            | «Торговец»                   |                          |
| Лучшая музыка к песне           | • Надим-Шраван          | «Phool Aur Kaante»    | «Phool Aur Kaante»           |                          |
| Лучшая музыка к песне           | • Надим-Шраван          | «Мой любимый»         | «Мой любимый»                |                          |
| Лучшие слова к песне            |                         | • Фаиз Анвар          | «Сердцу не прикажешь»        | «Dil Hai Ke Manta Nahin» |
| Лучшие слова к песне            | • Гулзар                | «Lekin…»              | «Yaara Seeli Seeli»          |                          |
| Лучшие слова к песне            | • Равиндра Джайн        | «Хенна»               | «Main Hoon Khushrang»        |                          |
| Лучшие слова к песне            | • Самир                 | «Мой любимый»         | «Mera Dil Bhi»               |                          |
| Лучший мужской закадровый вокал |                         | • Кумар Сану          | «Мой любимый»                | «Mera Dil Bhi»           |
| Лучший мужской закадровый вокал | • Панкадж Удхас         | «Мой любимый»         | «Jeeye To Jeeye»             |                          |
| Лучший мужской закадровый вокал | • С. П. Баласубраманьям | «Мой любимый»         | «Tumse Milne Ki Tamanna Hai» |                          |
| Лучший мужской закадровый вокал | • Судеш Бхосле          | «Добрые друзья»       | «Jumma Chumma»               |                          |
| Лучший женский закадровый вокал |                         | • Алка Ягник          | «Мой любимый»                | «Dekha Hai»              |
| Лучший женский закадровый вокал | • Анурадха Паудвал      | «Мой любимый»         | «Bahut Pyar Karte Hain»      |                          |
| Лучший женский закадровый вокал | • Анурадха Паудвал      | «Сердцу не прикажешь» | «Dil Hai Ki Manta Nahin»     |                          |
| Лучший женский закадровый вокал | • Кавита Кришнамурти    | «Торговец»            | «Saudagar Sauda Kar»         |                          |

### Премии критиков
| Категории                   | Фото лауреатов                                                   | Лауреаты                                                         | Фильмы                                                           | Роли                                                             |
| --------------------------- | ---------------------------------------------------------------- | ---------------------------------------------------------------- | ---------------------------------------------------------------- | ---------------------------------------------------------------- |
| Лучший художественный фильм | Лучший художественный фильм                                      | • «Diksha (реж. Арун Каул, прод. NFDC)                           | • «Diksha (реж. Арун Каул, прод. NFDC)                           | • «Diksha (реж. Арун Каул, прод. NFDC)                           |
| Лучшая роль                 | Премия за лучшее исполнение роли по мнению критиков не вручалась | Премия за лучшее исполнение роли по мнению критиков не вручалась | Премия за лучшее исполнение роли по мнению критиков не вручалась | Премия за лучшее исполнение роли по мнению критиков не вручалась |
| Лучший документальный фильм | Лучший документальный фильм                                      | • «Raam Ke Naam» (реж. Ананд Пратвардхан)                        | • «Raam Ke Naam» (реж. Ананд Пратвардхан)                        | • «Raam Ke Naam» (реж. Ананд Пратвардхан)                        |

### Технические премии
| Категории                            | Лауреаты          | Фильмы                           |
| ------------------------------------ | ----------------- | -------------------------------- |
| Лучший диалог                        | • Рахи Масум Реза | «Мгновения любви»                |
| Лучший сценарий                      | • Тапан Синха     | «Смерть одного доктора»          |
| Лучший монтаж                        | • Гурудутт Ширали | «Торговец»                       |
| Лучшая операторская работа           | • Радху Кармакар  | «Хенна»                          |
| Лучшая хореография                   | • Чинни Пракаш    | «Добрые друзья» («Jumma Chumma») |
| Лучшая работа художника-постановщика | • Р. Верман       | «Добрые друзья»                  |
| Лучший звук                          | • С. К. Бхамбри   | «Человек с каменным сердцем»     |

## Наибольшее количество номинаций и побед
- «Мой любимый» – 11 (2)
- «Мгновения любви» – 8 (5)
- «Торговец» – 8 (2)
- «Добрые друзья» – 7 (3)
- «Хенна» – 7 (2)